# Martinho de Santa Maria
Martinho de Santa Maria (no original espanhol: Martín de Santa Maria Benavides) foi um religioso andaluz da Ordem de São Francisco, filho do Conde de Santisteban del Puerto, que para cumprir o seu desejo de fazer uma vida eremita, fundou o Convento de Nossa Senhora da Arrábida, em Portugal, o primeiro da província do seu ramo religioso franciscano conhecido por Frades Capuchos.